# Miguel Pardeza

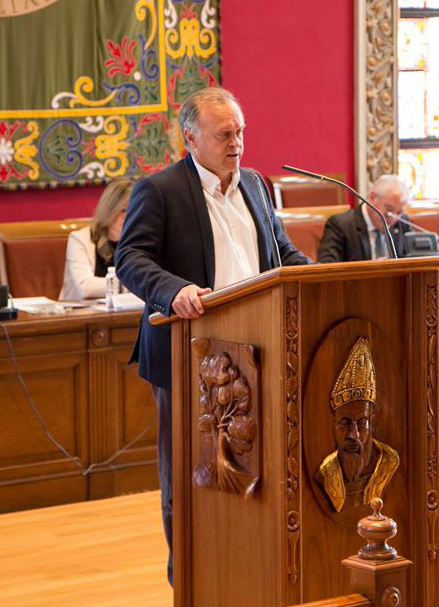
Miguel Pardeza, recibiendo el galardón de Alumno Distinguido de la Facultad de Filosofía y Letras en el Paraninfo de la Universidad de Zaragoza. 16 de abril de 2016.

Miguel Pardeza Pichardo, deportivamente conocido como Pardeza (La Palma del Condado, Huelva, España, 8 de febrero de 1965) es un exfutbolista internacional, filósofo y escritor español.
Fue integrante de «La Quinta del Buitre» —el único que no era madrileño—, aunque sus mayores éxitos los logró en el Real Zaragoza, tras dejar el Real Madrid. Fue internacional con España.

## Trayectoria

### Como jugador en activo
El periodista Julio César Iglesias, que ve cómo juegan estos jóvenes liderados por Emilio Butragueño, les dio el nombre por el que iban a pasar a la historia. Alfredo Di Stéfano los sube al primer equipo en 1984. Miguel Pardeza juega tres partidos.
Al año siguiente, mientras sus otros compañeros comienzan a consolidarse en el primer equipo Pardeza regresa al Castilla y el siguiente año es cedido al Real Zaragoza. Pardeza demuestra su calidad en el equipo maño juega 26 partidos y marca 5 goles y colabora en la conquista de la copa del Rey, lo que hace que el Real Madrid le repesque al año siguiente. Pero en el Real Madrid la competencia es muy dura. Emilio Butragueño, Hugo Sánchez y Valdano, ocupan la delantera del Real Madrid, y el veterano Santillana todavía tenía momentos de calidad en sus apariciones. Valdano sufre una lesión que le impide jugar a mitad de temporada y Pardeza aprovecha su oportunidad jugando 25 partidos de liga y marcando cinco goles. Aquel año el Real Madrid gana su segunda liga de las cinco consecutivas que ganó a finales de los ochenta. El mejor partido de Pardeza fue precisamente contra su exequipo, el Real Zaragoza al que marca los dos goles del triunfo.
Pardeza, comprende que triunfar en el Real Madrid es muy difícil y decide abandonar el club para jugar en el Zaragoza. Pardeza llega a un gran Zaragoza, donde destacan el veterano Señor, además los centrales Juanito y Fraile, o los futuros internacionales, Villarroya y Vizcaíno y sobre todo el mítico delantero uruguayo Rubén Sosa. Aquel año fue el último que el uruguayo jugó en Zaragoza, pero poco a poco el equipo maño va perfilando un gran equipo y uno de sus líderes va a ser Miguel Pardeza. Una de las incorporaciones más destacadas es la del delantero Paquete Higuera, con quien Pardeza va a formar una delantera mítica de la escuadra maña. En la temporada 1990 y 91 el equipo va a vivir su peor momento pues se clasifica en el puesto 17 y debe jugar la promoción para no bajar. Pero en esta difícil temporada llega al primer equipo el entrenador de la tierra Víctor Fernández.
Con un sistema de juego muy ofensivo y un juego brillante el Zaragoza va a vivir una de sus épocas más brillantes, en las que Pardeza va a colaborar. En 1990 y tras la retirada del mítico Juan Señor se va a convertir en el capitán del equipo, y a pesar de los grandes jugadores que van a llegar al equipo el pequeño Pardeza siempre va a tener un lugar destacado. En 1993, el Zaragoza pierde la final de copa frente al Real Madrid, con un desastroso arbitraje de Urío Velázquez, pero vence en la de 1994 (año en el que además se consigue la tercera plaza en la competición liguera), y al año siguiente se logra la victoria en la Recopa frente al Arsenal. Pardeza también hace una corta trayectoria como futbolista en México con el Puebla FC donde se retira.
Con la selección española Pardeza tuvo pocas oportunidades, el puesto de segundo delantero fue monopolizado por su excompañero y amigo Emilio Butragueño (el primero era Julio Salinas), aun así fue cinco veces internacional y estuvo convocado en el mundial de Italia 90, donde estuvieron todos los miembros de «La Quinta del Buitre», pero donde Pardeza tan solo jugó un partido, ante Bélgica, último en la fase de grupos, saltando en el minuto 88 sustituyendo a Julio Salinas.

### Trayectoria posterior
Hasta el 25 de mayo de 2008, además de ser secretario técnico del Zaragoza, colaboró en la prensa escrita. Tras esa fecha en la que el Real Zaragoza baja a Segunda División, presenta su dimisión abandonando el club. El 1 de junio de 2009, es nombrado por Florentino Pérez como director deportivo del Real Madrid, cargo en el que cesa en 2014.
Licenciado en Filología Hispánica, realizó su tesis doctoral acerca de la obra de César González Ruano, del que ha editado también una amplia selección de artículos periodísticos en tres volúmenes (Fundación Cultural Mapfre Vida, 2002-2003).
El 15 de abril de 2016, recibió el galardón de Alumno Distinguido de la Facultad de Filosofía y Letras de la Universidad de Zaragoza, su alma mater, en acto solemne presidido por el rector, José Antonio Mayoral, la Consejera de Innovación, Investigación y Universidad del Gobierno de Aragón, Pilar Alegría, y el decano de la citada facultad, Eliseo Serrano Martín, celebrado en el Paraninfo de la Universidad zaragozana.

## Clubes
| Club                                | País   | Año       |
| ----------------------------------- | ------ | --------- |
| Real Madrid (categorías inferiores) | España | 1979-1982 |
| Real Madrid Castilla                | España | 1982-1983 |
| Real Madrid                         | España | 1983-1984 |
| Real Madrid Castilla                | España | 1984-1985 |
| Real Zaragoza (cedido)              | España | 1985-1986 |
| Real Madrid                         | España | 1986-1987 |
| Real Zaragoza                       | España | 1987-1997 |
| Puebla FC                           | México | 1997-1999 |

## Palmarés

### Campeonatos nacionales
| Título                     | Club                 | País   | Año  |
| -------------------------- | -------------------- | ------ | ---- |
| Segunda División de España | Real Madrid Castilla | España | 1984 |
| Primera División de España | Real Madrid          | España | 1987 |
| Copa del Rey               | Real Zaragoza        | España | 1986 |
| Copa del Rey               | Real Zaragoza        | España | 1994 |

### Copas internacionales
| Título           | Club                      | País   | Año  |
| ---------------- | ------------------------- | ------ | ---- |
| Recopa de Europa | Real Zaragoza             | España | 1995 |
| Eurocopa Sub-21  | Selección Española sub-21 | Italia | 1986 |

### Ficción
Torneo, Editorial Malpaso, Barcelona, 2016.
Angelópolis, Editorial Renacimiento, Sevilla, 2020.
Memoria
Teoría general del abandono, Newcastle, Murcia, 2024

### Aforismo
La cola del cometa, Editorial Renacimiento, Sevilla, 2023.

### Artículo
A pie cambiado, El Paseo Editorial, Sevilla, 2023.

### Libros colectivos
“Mario Roso de Luna”, en Logrosán. Cultura, Historia y Medio Natural, Alonso Pizarro Calles, Ayuntamiento de Logrosán, Cáceres, 1997
“Emilio Carrere. Trovador de la bohemia”, en Oscuraturba. De los más raros escritores españoles, Xordica, Zaragoza, 1999.
“Entrevista”, en Alfredo Valenzuela, Leones y camaleones (Veintiuna entrevistas), con Prólogo de Enrique Vila- Matas, Renacimiento, Sevilla, 2005.
“César González Ruano. Un breve recorrido por la prensa diaria”, en Centenario de César González Ruano (1903-2003), Florencio Martínez Ruiz, Hilario Priego y José Antonio Silva (Coordinadores), Diputación Provincial de Cuenca, Cuenca, 2003.
“Futbolistas. Divagaciones acerca de un héroe contemporáneo”, en Cultura (s) del fútbol. Luis V. Solar y Galder Reguera (eds.), Bassari, Vitoria, 2008.
“César González Ruano”, en Diez articulistas para la historia de la literatura española, Teodoro León Gross y Bernardo Gómez Calderón (dirs.), Ediciones APM. Colección Memoria, Madrid, 2009.
“Cuestionarios Proust y Bolaños”, en Ricardo Álamo, Escritores al desnudo, Wasaki, 2018.
“Yo quería ser Juan Bonilla”, en La figura escurridiza (a propósito de Juan Bonilla), Ediciones Libros Canto y Cuento, Jerez, 2019.
“Elegía y gloria de Joaquín”, en Joaquín. Amigo, Gobierno de Aragón, Zaragoza, 2021.
"El último día del futuro", en El descuento, Panenka, Barcelona, 2024.

### Ediciones
César González Ruano. Obra periodística (1925-1936), Fundación Cultural Mapfre Vida, Madrid, 2002.
César González Ruano. Obra periodística (1943-1965), Tomos I y II Fundación Cultural Mapfre Vida, Madrid, 2003.
César González Ruano, Necrológicas, Fundación Cultural Mapfre Vida, Madrid, 2005.

### Prólogos y epílogos
“Prólogo” a José Barreiro Soria, Usted lo pase bien (relatos), Zaragoza, 1994.
“Prefacio a un desvanecido”, en César González Ruano, Obra periodística (1925-1936), Fundación Cultural Mapfre Vida, Madrid, 2002.
“Con el Imperio sin el caudillo”, en César González Ruano, Obra periodística (1943-1965), Fundación Cultural Mapfre Vida, Madrid, 2003.
“El cronista de los muertos”, en César González Ruano, Necrológicas, Fundación Cultural Mapfre Vida, Madrid, 2005.
“Fútbol, las letras y la vida”. Prólogo a Gregorio Salvador: El fútbol y la vida, Grupo Unisón Ediciones, Madrid, 2006.
“Epílogo” a Víctor de Vega, Gracias Sudáfrica, Editorial bubok, 2011.
“Prólogo” a César González Ruano, La vida de prisa. Narraciones breves, Ediciones 98, Madrid, 2012.
“Noticias sobre literatura nómada”, Introducción a Tomás Borrás, Cuentos gnómicos, Anthropos, Madrid, 2013.
“Prólogo” a David García Cames: La jugada de todos los tiempos. Fútbol, mito y literatura, Prensas de la Universidad de Zaragoza, Zaragoza, 2018.
“Guardianes de lo imposible”. Prólogo a Javier Sanz: Elogio del guardameta, Renacimiento, Sevilla, 2021.
“Esplendor en la hierba”. Prólogo a Francisco J. Uriz: El gol nuestro de cada día. Poemas sobre fútbol, Vaso Roto Poesía, Madrid, 2010.
“Prólogo” a Ricardo Álamo, Mínimo esfuerzo (Microrrelatos), Prensas de la Universidad de Zaragoza, Zaragoza, 2021.
“Cáscaras de hombres, pobres envolturas vacías”, en Wenceslao Fernández Flórez, Una isla en el mar rojo, Ediciones 98, Madrid, 2021.
“A la tristeza que conmigo va”, en Manuel Gálvez, La luz apagada, Pábilo Editorial, Huelva, 2022.